# 四標桿島
四標桿島是俄羅斯的島嶼，位於東西伯利亞海，距離科雷馬河口約116公里，毗鄰列昂季耶夫島，屬於熊島群島的一部分，由薩哈共和國負責管轄，長9.5公里、寬2.5公里。